# هكتور جون
هكتور جون (بالإنجليزية: Hector John)‏ هو سياسي دومينيكي، ولد في 22 أكتوبر 1970. حزبياً، نشط في United Workers' Party (Dominica) ‏. وقد انتخب Member of the House of Assembly of Dominica ‏ عن دائرة Salisbury ‏ وقد انضم خلال فترته النيابية ‏  للكتلة البرلمانية United Workers' Party (Dominica) ‏.